# صقلود
صُقْلُود (الاسم العلمي cinclodes)، جنس طير من الجواثم رقيقات المناقير وفصيلة الطولبيات. أنواعه المعروفة نحو 30 منتشرة في معظم أقطار أمريكا الجنوبية. أجسامها رشيقة تطول من 20 إلى 24 سم مناقيدها مستطيلة دقيقة. أذنابها مستديرة الأطراف. أثوابها متباينة الألوان، جميعها مكحلة العيون، شبه مطوقة الأعناقن مرقوشة الصدورز قوتها الحشرات والديدان والنمل.